# The First Slayer
The First Slayer är ett fenomen som förekommer i TV-Serien Buffy och vampyrerna. The First Slayer (Den Första Dråparen) är den första av en lång linje av unga tjejer som bekämpar ondskan. Man får dock inte veta så mycket om henne. När hon dog fördes hennes Dråparkraft vidare till nästa Dråpare.
The Old Ones var mäktiga demoner som en gång vandrade på Jorden, men de gav sig slutligen av. Den sista av dem livnärde sig genom människoblod. När demonblodet blandades med människoblodet uppstod en ny typ av varelser; vampyrer. Vampyrerna förökade sig snabbt och tre äldre bymän (kallade The Shadow Men) bestämde sig för att agera. De förde iväg en ung tjej och kedjade fast henne. Sedan implanterade de ett demonhjärta i hennes kropp med hjälp av magi. Genom demonhjärtat fick hon den kraft som gjorde det möjligt att bekämpa ondskan.
The First Slayer hade ett huvudsakligt syfte; att döda vampyrer, vilket hon också gjorde. Men hennes vampyrjakt och övernaturliga krafter skapade misstänksamhet bland hennes eget folk. De blev rädda och bannlyste henne och The First Slayer flydde. The Shadow Men kunde inte hitta henne och därför kunde ingen någonsin vägleda The First Slayer. Ättlingarna till The Shadow Men blev senare Väktare (Watchers) och deras syfte var att handleda Dråparen (The Slayer). Väktarna bildade sedan The Watchers' Council (Väktarrådet). När The First Slayer dog fördes kraften vidare till nästa flicka. The Shadow Men hade skapat hundratals Potentiella Dråpare och Dråparkraften skulle föras vidare generation efter generation. Till slut hamnade kraften hos Buffy Summers.
I avsnitt 4.22 "Restless" av Buffy och vampyrerna möter scooby-gänget The First Slayer. De har precis besegrat Adam, se Adam (rollfigur), och vill fira genom att titta på film. När de ser på filmen somnar alla och alla möter The First Slayer i sin dröm. När de besegrade Adam var de tvungna att åkalla kraften från den allra först till den allra sista Dråparen, och detta åkallar The First Slayer. När gänget somnar dödar hon alla i deras respektive drömmer, alla utom Buffy, som lyckas vakna. Giles berättar att de i formeln de besegrat Adam med tillade The First Slayer, och detta upplevde hon som en förolämpning av kraften. The First Slayer hade levt, dött och kämpat ensam. När hon åkallas tillsammans med alla andra Dråpare i samma kropp känner hon sig förolämpad. Men allting slutar dock väl för alla.